# Estación de Quintana (Adif)
Quintana o Quintana de los Prados es un apeadero ferroviario con parada facultativa situado en el municipio español de Espinosa de los Monteros, en la provincia de Burgos, comunidad autónoma de Castilla y León, comarca de Las Merindades. Forma parte de la red de ancho métrico de Adif, operada por Renfe Operadora a través de su división comercial Renfe Cercanías AM. Cuenta con servicios regionales de la línea R-4f, que une Léon con Bilbao.

## Situación ferroviaria
La estación se encuentra situada en el punto kilométrico 240,5 de la línea férrea de ancho métrico de La Robla y León a Bilbao (conocido como Ferrocarril de La Robla), entre las estaciones de Espinosa de los Monteros y Bercedo-Montija, a 740 metros de altitud. El kilometraje es el histórico, tomando la estación de La Robla como punto de partida. El tramo es de vía única y no está electrificado. Según Adif, la denominación oficial de la línea a la que pertenece la estación es la 08-790 (Asunción Universidad-Aranguren).

## Historia
La línea fue abierta al tráfico el 20 de octubre de 1892 con la puesta en marcha del tramo Valmaseda-Espinosa de los Monteros de la línea que pretendía unir La Robla con Bilbao. A partir del 20 de julio de 1894 se pudo enlazar con Cistierna, completando la línea entre Valmaseda y La Robla, e inaugurando la línea el 14 de septiembre de 1894. La línea no quedó unida con Bilbao definitivamente hasta 1902. Pertenece a los apeaderos originales de la línea.
Las obras y la explotación inicial de la concesión corrieron a cargo de la Sociedad del Ferrocarril Hullero de La Robla a Valmaseda, S.A. (que a partir de 1905 pasó a denominarse Ferrocarriles de La Robla, S.A.). Tras más de 70 años sin existir ninguna instalación en el lugar, se inauguró el apeadero en 1967. 
En 1972, FEVE compró la compañía debido a la decadencia que padecía la línea, provocada por la falta de rentabilidad que sufrió la industria del carbón. Sin embargo, bajo el mandato de la empresa pública la explotación empeoró y la línea se cerró en 1991. Esta medida no fue bien aceptada por los vecinos de las zonas afectadas que pidieron su reapertura. A partir de 1993, la línea comenzó a prestar servicio por tramos y el 19 de mayo de 2003, merced a un acuerdo con la Junta de Castilla y León, se reanudó el tráfico de viajeros entre León y Bilbao.
El 1 de enero de 2013, se disolvió la empresa Feve en un intento del gobierno por unificar vía ancha y estrecha, encomendándose la titularidad de las instalaciones ferroviarias a Adif y la explotación de los servicios ferroviarios a Renfe Operadora, distinguiéndose la división comercial de Renfe Cercanías AM para los servicios de pasajeros y de Renfe Mercancías para los servicios de mercancías.

## La estación
No pertenece a las estaciones originales de la línea. Se encuentra al norte de la población de Quintana de los Prados, muy próxima al núcleo de población de Montecillo de Montija. Es accesible a través de caminos rurales asfaltados en cemento. Está ubicada a la derecha de la vía en kilometraje ascendente, disponiendo solamente del andén lateral junto al que discurre la única vía principal. El refugio está realizado en ladrillo caravista con una estructura metálica a modo de tejadillo, en un extremo del andén, siguiendo la temática habitual de los apeaderos reabiertos en 2003. Un paso a nivel sin barreras y sin semáforos está contiguo al acceso por rampa del andén.

## Servicios ferroviarios

### Regionales
Los trenes regionales que realizan el recorrido León - Bilbao (línea R-4f) tienen parada en la estación. Su frecuencia es de 1 tren diario por sentido. En las estaciones en cursiva, la parada es discrecional, es decir, el tren se detiene si hay viajeros a bordo que quieran bajar o viajeros en la parada que manifiesten de forma inequívoca que quieren subir. Este sistema permite agilizar los tiempos de trayecto reduciendo paradas innecesarias.
Las conexiones ferroviarias entre Quintana y el resto de estaciones de la línea, para los trayectos regionales, se efectúan exclusivamente con composiciones de la serie 2700
| Línea | Origen/Destino   | Paradas intermedias | Destino/Origen |
| ----- | ---------------- | --- | -------------- |
|       | Bilbao Concordia | Amézola · Basurto Hospital · Zorroza-Zorrozgoiti · Iráuregui · Zaramillo · Sodupe · Aranguren · Aranguren-Apeadero · Zalla · Valmaseda · Arla-Berrón · Ungo-Nava · Mercadillo-Villasana · Cadagua · Bercedo-Montija · Quintana · Espinosa de los Monteros · Redondo · Sotoscueva · Pedrosa · Dosante Cidad · Robredo Ahedo · Soncillo · Cabañas de Virtus · Arija · Llano · Las Rozas de Valdearroyo · Montes Claros · Los Carabeos · Mataporquera · Cillamayor · Salinas de Pisuerga · Vado-Cervera · Castrejón de la Peña · Villaverde-Tarilonte · Santibáñez de la Peña · Guardo-Apeadero · Guardo · La Espina · Valcuende · Puente Almuhey · Cerezal de la Guzpeña · Prado de la Guzpeña · La Llama de la Guzpeña · Valle de las Casas · Sorriba · Cistierna · La Ercina · Boñar · La Vecilla · Matallana · San Feliz · Asunción/Universidad · Ventas/San Mamés | León-Matallana |